# Zoil (singel)
Zoil – piosenka nagrana w 1998 roku przez Kasię Nosowską i Kazika Staszewskiego. Piosenka jest krytyką dziennikarza Gazety Wyborczej – Roberta Leszczyńskiego, który niepochlebnie zrecenzował pierwszą solową płytę Nosowskiej. Tytuł piosenki – zoil oznacza złośliwego krytyka.
W 1998 roku utwór trafił na płytę Milena Nosowskiej.

## Kazik o piosence
Kazik Staszewski początkowo nie wiedział, że piosenka jest rewanżem za niepochlebną recenzję Roberta Leszczyńskiego. Jego opinia została przedstawiona w wydanej dwa lata później biografii zespołu Kult – Kult Kazika:

Nie domyśliłem się, nie skumałem, że to może być o nim. Jakoś tak dziwnie wyszło. Ja tam nic do niego nie mam poza tym, że uważa kupowanie pirackich płyt za dobry uczynek. (...) Kasia traktuje negatywną recenzję prawie jak atak na swoje dziecko. Strasznie emocjonalnie do tego podchodzi. Mnie to już dawno przeszło.

## Teledysk
Do piosenki nakręcono teledysk. W teledysku, oprócz twórców piosenki, wystąpili między innymi Kasia Kowalska, Anja Orthodox i Andrzej Smolik.